# 16-й батальон территориальной обороны Полтавской области
16-й батальон территориальной обороны Полтавской области (укр. 16-й батальйон територіальної оборони) — отдельный батальон, созданный в Полтавской области и в дальнейшем вошедший в состав 58-й отдельной мотопехотной бригады Сухопутных войск Украины.

## Предшествующие события
19 марта 2014 года Совет национальной безопасности и обороны Украины принял решение о создании оперативных штабов при областных государственных администрациях пограничных областей Украины. 30 марта 2014 года и. о. президента Украины А. В. Турчинов поручил руководителям областных администраций начать создание батальонов территориальной обороны в каждой области Украины.
30 апреля 2014 года было принято официальное решение возложить функции создания батальонов территориальной обороны в каждой области Украины на областные военные комиссариаты.

## Формирование батальона
Формирование батальона было начато 28 апреля 2014 года, первым местом дислокации батальона стал временный военный лагерь, оборудованный на территории войсковой части А3990 в Полтаве (учебно-тренировочного центра войск связи вооружённых сил Украины). В дальнейшем, войсковая часть стала местом постоянной дислокации батальона.
Боевую подготовку личный состав батальона проходил на полигоне в Вакуленцах.
Формирование батальона проходило с использованием бюджетных средств Полтавской области, средств местных бюджетов и внебюджетных средств.
Батальон был частично укомплектован добровольцами, остальную часть личного состава составляли мобилизованные. Командный состав батальона составляли офицеры запаса. Возраст военнослужащих батальона составлял от 22 до 50 лет.
14 мая 2014 военная подготовка батальона была завершена.
27 мая 2014 военнослужащие батальона в присутствии журналистов высказали командованию обеспокоенность ситуацией со снабжением средствами защиты: хотя солдаты получили стальные каски советского производства, бронежилеты в батальон не поступили (несколько имевшихся в батальоне бронежилетов военнослужащие приобрели самостоятельно, за собственный счёт).
По состоянию на 19 сентября 2014 заместитель командира батальона по тылу Д. Грущенко сообщил, что батальон не имеет зимнего обмундирования, а бронежилетами обеспечен на 30 %; 9 октября 2014 батальон был полностью обеспечен утеплённым обмундированием, но зимнюю обувь и бронежилеты получить не удалось.
В конце 2014 года было принято решение о использовании военнослужащих батальона для создания 59-й мотопехотной бригады сухопутных войск Украины, однако в феврале 2015 года батальон был включён в состав 92-й отдельной механизированной бригады, а в апреле 2015 года - включён в состав 58-й отдельной мотопехотной бригады.
В соответствии с указом президента Украины П. А. Порошенко № 44 от 11 февраля 2016 года оказание шефской помощи батальону было поручено Полтавской городской государственной администрации.

## Деятельность
Батальон длительное время находился в зоне боевых действий на юго-востоке Украины.
Первыми в Луганскую и Донецкую области были направлены две сводные группы военнослужащих батальона, остальные подразделения использовались для охраны военного аэродрома в Миргороде, охраны военного аэродрома в Чугуеве и иных объектов на территории Харьковской области.
20 июня 2014 директор департамента транспорта и инфраструктуры областной администрации Полтавской области Сергей Марцишинец призвал жителей Полтавы сдавать кровь на областную станцию переливания крови, поскольку из зоны боевых действий в Полтаву доставили двух раненых военнослужащих батальона территориальной обороны Полтавской области.
По состоянию на 22 июля 2014 года, личный состав батальона нёс службу на шести постах в юго-восточной части Харьковской области.
В начале августа 2014 в результате обстрела блокпоста в районе Луганска был тяжело ранен осколками один из военнослужащих батальона.
31 августа 2014 в районе Артёмовска был ранен ещё один военнослужащий батальона, который получил три пулевых ранения.
1 сентября 2014 ещё один военнослужащий батальона самовольно оставил расположение части и дезертировал (позднее он был арестован и осуждён на шесть месяцев гауптвахты).
В конце октября 2014 началась подготовка батальона к отправке в Одесскую область, в дальнейшем батальон нёс службу в районе границы с Приднестровьем, выполняя функции по усилению охраны государственной границы во взаимодействии с сотрудниками пограничной службы.
В феврале 2015 года батальон выполнял боевые задачи в Луганской области.
В начале апреля 2015 года началась поэтапная демобилизация части военнослужащих батальона, однако до 28 мая 2015 года только 8 из 186 демобилизованных военнослужащих батальона получили удостоверения участника боевых действий и ещё трое - удостоверения инвалидов войны.
До червня 2015 року батальйон виконував бойові завдання на території Луганської області. З середини червня був переміщений на територію Донецької області у район м. Артемівськ.
В начале июля 2015 батальон находился в районе Артёмовска.
8 августа 2015 в районе Артёмовска погиб командир взвода батальона.
В ночь с 10 на 11 августа 2015 военнослужащие батальона в Бахмутском районе Донецкой области задержали автомашину с крупной суммой денежных средств (2,9 млн рублей и 23,45 тыс. долларов США).
С 26 ноября 2015 до июня 2016 года батальон находился на территории Луганской области, выполняя задачи по охране объектов в районе н.п. Счастье, Крымское и Станица Луганская, в это же время отдельные подразделения батальона находились на взводных опорных пунктах в районе Авдеевки и принимали непосредственное участие в боях в промзоне Авдеевки.
7 февраля 2016 в зоне боевых действий взрывом противотанковой мины был уничтожен грузовик "Урал", три военнослужащих батальона были ранены.
5 марта 2016 в районе Авдеевки погибли два военнослужащих батальона, 11 и 16 марта 2016 погибли ещё два военнослужащих батальона

## Техника, вооружение и снаряжение
С момента формирования до августа 2014 года личный состав батальона вооружён только стрелковым оружием (автоматами АК-74, АКС-74У и ручными пулемётами РПК-74) и гранатомётами РПГ-7
В распоряжение батальона были переданы несколько единиц автомобильной техники, полученной по мобилизации гражданского транспорта в Полтавской области (в основном, грузовики ГАЗ-53 и КамАЗ советского производства), однако техническое состояние полученной техники было не вполне удовлетворительным. Ещё несколько грузовиков были получены со стоянок длительного хранения министерства обороны Украины, но они также требовали восстановления. Только к 11 августа 2014 полученные грузовики были отремонтированы.
В августе - сентябре 2014 года в составе батальона был создан зенитный дивизион, на вооружение которого передали 23-мм зенитные установки ЗУ-23-2 (их установили на МТ-ЛБ и грузовики КаМАЗ).
23 октября 2014 батальон получил четыре бронемашины БРДМ-2 (ранее находившиеся на хранении, но прошедшие капитальный ремонт), две из них были модернизированы — на них установили решётчатые противокумулятивные экраны.
В феврале 2015 года, после включения батальона в состав 92-й отдельной механизированной бригады, батальон получил дополнительное количество средств индивидуальной защиты (каски и бронежилеты).
В конце июня 2015 батальону передали передвижной банно-прачечный комплекс "ДушМен".